# Shinri Ono
Shinri Ono (大野 榛里 Ono Shinri?), född 26 september 2002 i Shiga prefektur, är en japansk fotbollsspelare.
Ono började sin karriär 2019 i Gamba Osaka.